# Volkswagen Lavida
O Lavida é um sedan compacto, assemelhado ao do Jetta, da Volkswagen desenvolvido especialmente para o mercado chinês.
Na edição de 2012 do Salão de Pequim o veículo ganhou nova e bonita versão com a nova identidade adotada pela marca ao redor do mundo, aproximando-o visualmente ao Passat.

## Versão elétrica
Na edição de 2010 do Salão de Pequim foi apresentada uma versão elétrica do modelo, denominada E-Lavida Study Concept.